# Ludwig Hermann Friedländer

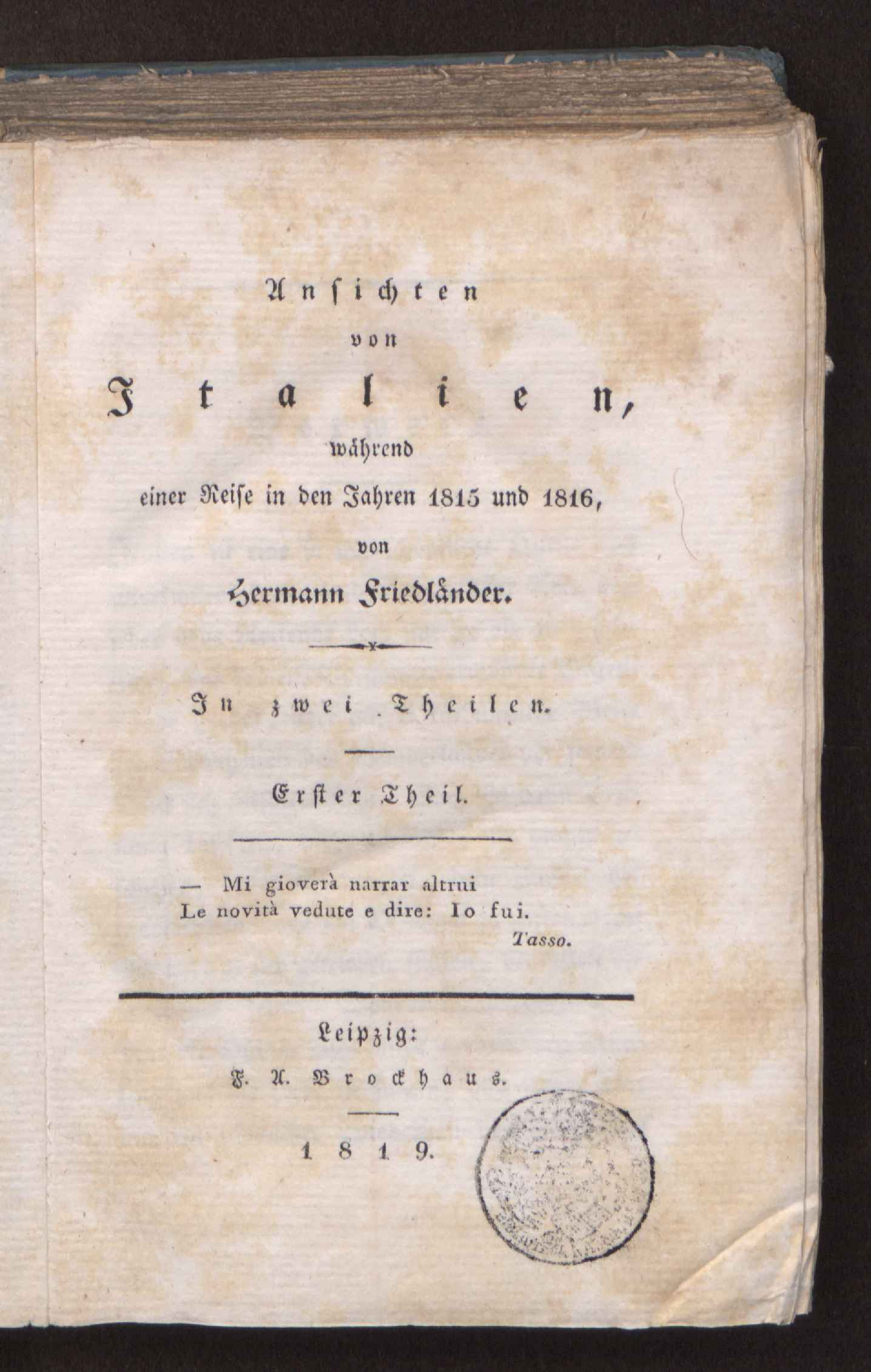
Ansichten von Italien, vol. I, 1819

Ludwig Hermann Friedländer (Königsberg, 20 aprile 1790 – Halle, 1851) è stato un medico, viaggiatore e scrittore tedesco.

## Biografia
Studiò medicina all'Università di Königsberg a partire dai 15 anni. Ebbe una forte predilezione anche per le materie letterarie.
Prese parte alla campagna militare del 1813 e si recò a Parigi con l'esercito. Licenziatosi dal servizio militare, si recò a Karlsruhe, poi a Vienna e infine in Italia. Tornato in Germania nel 1817, Friedländer venne nominato docente in medicina a Halle. Professore assistente (1819) e professore di medicina teorica (1823), conservò la sua cattedra fino alla morte nel 1851.

## Opere
- (DE) Ansichten von Italien, vol. 1, Leipzig, F. A. Brockhaus, 1819.
- (DE) Ansichten von Italien, vol. 2, Leipzig, F. A. Brockhaus, 1820.